# クロスキハシコウ
クロスキハシコウ（黒隙嘴鸛、学名:Anastomus lamelligerus）は、コウノトリ目コウノトリ科に分類される鳥類の一種である。別名クロスキバシコウ。

## 分布
サハラ以南のアフリカ全域、マダガスカルに分布する。

## 形態
全長約92cm。体全体が緑紫色の光沢のある黒色である。嘴は暗い灰褐色、脚は黒色である。
幼鳥は全身が褐色がかっていて、頭から頸にかけてが白い羽毛が混じる。
本種を含めたスキハシコウ属の種は嘴の上下に隙間があいており、和名の「スキハシコウ」の由来となっている。

## 生態
河川、湖沼や、湿地などに生息する。
主に、タニシやドブガイなどの貝類を食べる。蓋と貝殻や貝殻同士の隙間に下嘴を突っ込み、中身を取り出して食べる。カエルや昆虫類などの小動物型を食べることもある。
水辺の木の上やアシ原に、小規模のコロニーを形成して繁殖する。1腹2-5個の卵を産む。

## 亜種
以下の2亜種に分類される。
- Anastomus lamelligerus lamelligerus  クロスキハシコウ
- Anastomus lamelligerus madagascariensis　マダガスカルスキハシコウ